# Rophites leclercqi
Rophites leclercqi là một loài Hymenoptera trong họ Halictidae. Loài này được Schwammberger mô tả khoa học năm 1971.